# Bibellesebund

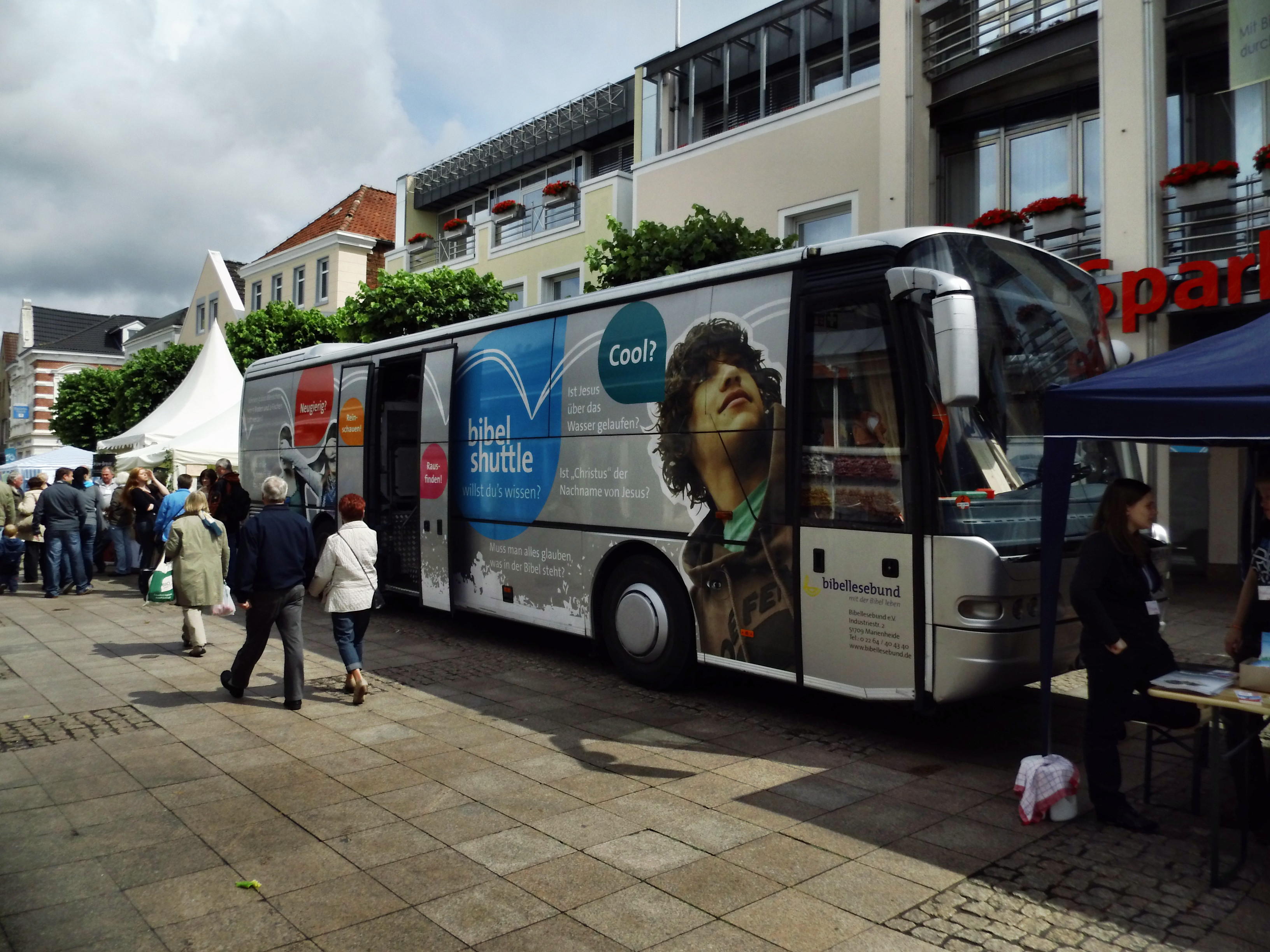
Bible Shuttle des Bibellesebundes auf dem Ostfriesischen Kirchentag 2012

Der Bibellesebund (englisch Scripture Union) ist ein internationales christliches Werk (Bibelgesellschaft). Er ist Mitglied im Diakonischen Werk der evangelischen Kirche über den Fachverband Arbeitsgemeinschaft Missionarische Dienste, außerdem ist er Mitglied in der Deutschen Bibelgesellschaft und im Ring Missionarischer Jugendbewegungen.

## Geschichte
Der Bibellesebund namens Children's Special Service Mission (CSSM) wurde 1867 vom Büroangestellten Josiah Spiers in London gegründet, als er Schulräume für Treffen von 50 Kinder mieten musste, um ihnen altersgerecht aus der Bibel zu erzählen. Die Sonntagsschullehrerin Annie Marston aus Keswick realisierte 1879 die ersten Bibellesekarten für Kinder. 1889 gab es bereits Bibellesepläne in 28 Sprachen im britischen Empire, Belgien, Spanien und Russland. 1925 gründeten die Engländerin Mrs. Dunn-Pattison und die Schweizerin Alice van Berchem La Ligue pour la lecture de la Bible. 1930 wurde Ernst Aebi zum Generalsekretär des Bibellesebundes in der Deutschschweiz ernannt. 1933 publizierte er mit dem Bibellesebund erstmals eine eigene Bibellesezeitschrift. Seit 1947 besteht der Bibellesebund auch in Deutschland, damals schickte der Schweizer Zweig 14.000 Zeitschriften ins kriegsversehrte Land.
1960 wurden an der ersten internationalen Konferenz in Old Jordans unter dem damaligen englischen Generalsekretär John Laird die starren Strukturen angepasst und ein kooperatives Modell entwickelt, damit jedes Land selbständig agieren und seine Aktivitäten den eigenen Bedürfnissen anpassen konnte. 1985 war Scripture Union bereits in 70 Staaten verbreitet. Am internationalen Treffen in Harare in Zimbabwe wurden gemeinsame Ziele, Glaubens- und Arbeitsgrundsätze festgelegt, damit die Einheit der Organisation gestärkt werden konnte. Im Jahr 2000 war der Bibellesebund in über 120 Ländern tätig, 2017 in über 130 Staaten aktiv. Infolge der Globalisierung und Digitalisierung werden elektronische Bibellesehilfen entwickelt und staatsübergreifende Kooperationen verstärkt.
Der Bibellesebund e. V. arbeitet auf der geistlichen Grundlage der Evangelischen Allianz und der im Rahmen des Internationalen Rat des Bibellesebundes vereinbarten Richtlinien. 2017 verlegte er seine Zentrale von Gummersbach nach Marienheide. Vorstandsvorsitzender ist Andreas Utsch, Generalsekretär seit Oktober 2015 Andreas Klotz.

## Arbeitsweise
Der Bibellesebund arbeitet weltweit vor allem unter Schülern, Studenten und Familien. Seine Aufgabe sieht er darin, Menschen dabei zu helfen, einen Weg in die Bibel zu finden und so zu entdecken, welche Bedeutung die christliche Botschaft für sie hat. Diesen Auftrag setzt er auf zwei Wegen um: Zum einen gestaltet er erlebnisorientierte Angebote in Zusammenarbeit mit Kirchengemeinden, Initiativen und lokalen Veranstaltern, beispielsweise bei Kinderbibeltagen oder indem er mit einem Bibelbus (Bible-Shuttle) Religionsunterricht an Schulen durchführt. Zum anderen entwickelt er Publikationen, die einen eigenständigen Umgang mit der Bibel ermöglichen und fördern. So zum Beispiel die Zeichentrickserie Schlaf Schaf, die Kindern die Bibel in Form von Gute-Nacht-Geschichten näher bringen soll. Er vertreibt verschiedene Bibellese-Zeitschriften, Bibelausgaben sowie Bücher, Zeitschriften, CD-ROMs und Arbeitsmaterialien, die das Bibellesen erleichtern sollen. In jüngster Zeit wurde vom Bibellesebund Schweiz und Deutschland in Zusammenarbeit eine Bibellese-App unter dem Namen b next entwickelt. Sie ist international angelegt, und es gibt sie in Deutsch, Französisch und Englisch. Weitere europäische und asiatische Sprachen sind geplant.
Der Bibellesebund finanziert seine Arbeit durch Spenden. Zuschüsse gibt es weder vom Staat noch von irgendeiner Kirche. Dabei versteht er sich als überkonfessionelles Dienstleistungsunternehmen für Kirchen, Freikirchen und Gemeinschaften.
Der Bibellesebund war die Geschäftsstelle für die Initiative Jahr der Stille 2010.